# Abingdon Lock

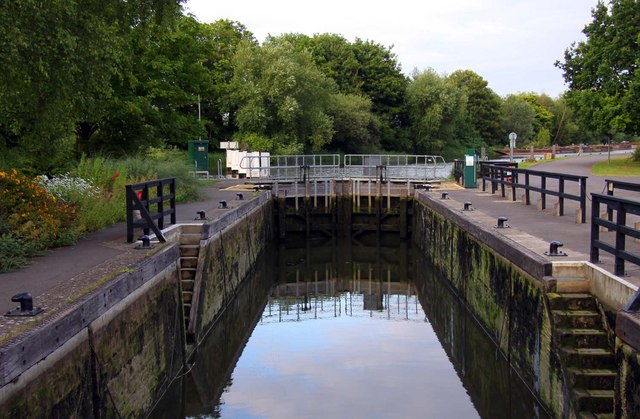
Das Abingdon Lock

Das Abingdon Lock ist eine Schleuse in der Themse bei Abingdon, in Oxfordshire, England. Sie wurde 1790 von der Thames Navigation Commission gebaut.
Das Wehr schließt sich von der Nordseite des Flusses an die Schleuseninsel an und hat einen Fußweg. Nach Angaben einer Tafel an der Tür des jetzigen Schleusenwärterhauses wurde dies 1928 errichtet.

## Geschichte
Die Schifffahrtsroute bei Abingdon hat im Laufe der Zeit gewechselt. Der Swift Ditch war der ursprüngliche Hauptarm der Themse. Der Flussarm näher am Ort wurde von den Mönchen von Abingdon Abbey ausgebaut und das ursprüngliche Wehr soll von ihnen im 10. Jahrhundert gebaut worden sein. Im Swift Ditch wurde von der Oxford-Burcot Commission 1635 eine Stauschleuse gebaut, was diese Strecke zur Hauptschifffahrtsroute machte. 1788 wollten die Bürger von Abingdon die Route an ihren heutigen Verlauf verlegen. Dies geschah im Hinblick auf den Wilts & Berks-Kanal, der mit dem Fluss verbunden werden sollte. In der Folge wurde das Abingdon Lock gebaut und Ende 1790 eröffnet. 1811 heißt es, das Schleusenwärterhaus läge rund 800 m flussabwärts.

## Zugang zur Schleuse
Die Schleuse ist von der Abingdon Bridge entlang des Flusses auf der Andersey Island zu erreichen. Ein anderer Zugang ist von Abingdon über Abbey Meadows und das Wehr möglich.

## Der Fluss oberhalb der Schleuse
Nahe dem Wehr ist der Kanal, den die Mönche der Abingdon Abbey angelegt haben. An der Schleuse liegt Andersey Island, die vom Swift Ditch im Süden begrenzt wird. Weiter flussaufwärts liegt die Nuneham Railway Bridge (auch als Black Bridge bekannt), über die die Eisenbahnlinie nach Oxford verläuft. Aufwärts davon wendet sich der Fluss an der Lock Wood Island nach Norden.
Der Themsepfad, der den Fluss an der Schleuse überquert, verläuft von dort auf der Westseite des Flusses bis zum Sandford Lock.